# زبان کنسیو
زبان کِنسیو یک زبان آستروآسیایی است که گویشورانی در حدود سیصد تن در استان یالا در جنوب تایلند و حدود همین تعداد در مالزی شبه‌جزیره‌ای در استان‌های کداح و پراک دارد. این گویشوران نگریتو و از مردمان مانیک هستند.